# Kàmenka (Sverdlovsk)
Kàmenka (en rus: Каменка) és un poble de l'óblast de Sverdlovsk, a Rússia, segons el cens del 2010 tenia 264 habitants.